# 19. stoletje pr. n. št.
Devetnajsto stoletje pr. n. št. obsega leta od 1900 pr. n. št. do vključno 1801 pr. n. št.

## Kronologija
Kronologija 19. stoletja pr. n. št. zajema pregled najpomembnejših svetovnih dogodkov v tem stoletju.

## Glavni dogodki
- V Egiptu je Srednje kraljestvo z XII. dinastijo, ki se je pričela leta 1991 pr. n. št doseglo svoj vrhunec.

## Dogodki v Evropi
- Za to obdobje so značilne najdbe raznih vrst orodja in orožja. Ulivanje bakra v kalupe je zamenjalo kovanje. Iz tega obdobja je znano najdišče iz Karavide v Bosni.

## Religija in filozofija
- Kanaanska religija, ki se je pojavila v Palestini je za vrhovnega boga štela Ela, ki je z Baalom zavzemal osrednji položaj.

## Umetnost in arhitektura
- Na Kitajskem je črna, na lončarskem vretenu izdelana lungšanska keramika, imenovanapo njenem najdišču v Šuntungu, ob koncu neolitika spodrinila slog jang-šao.[1]